# موتور محمد حسین‌نژاد نوتی‌زهی
موتور محمد حسین‌نژاد نوتی‌زهی روستایی در دهستان نصرت‌آباد بخش نصرت‌آباد شهرستان زاهدان استان سیستان و بلوچستان ایران است.

## جمعیت
بر پایه سرشماری عمومی نفوس و مسکن در سال ۱۳۹۵ جمعیت این روستا ۱۷ نفر (۷خانوار) بوده‌است.